# Marko Bošnjak
Marko Bošnjak, född 11 januari 2004 i Mostar, Bosnien och Hercegovina, är en bosnisk-kroatisk sångare som representerade Kroatien i Eurovision Song Contest 2025 med låten "Poison Cake". Bidraget gick inte vidare till final.
Han slog igenom som sångare 2015 i den serbiska talangshowen Pinkove Zvezdice som han vann.